# Monclar (Lot i Garonna)
Monclar – miejscowość i gmina we Francji, w regionie Nowa Akwitania, w departamencie Lot i Garonna.
Według danych na rok 1990 gminę zamieszkiwało 979 osób, a gęstość zaludnienia wynosiła 41 osób/km² (wśród 2290 gmin Akwitanii Monclar plasuje się na 437. miejscu pod względem liczby ludności, natomiast pod względem powierzchni na miejscu 406).